# American-Football-Bundesliga 1979
Die American-Football-Bundesliga 1979 war die erste Saison der American-Football-Bundesliga. Sie wurde vom American Football Bund Deutschland ausgetragen, der am 3. März 1979 gegründet worden war. 
Erster Deutscher Meister wurden die Frankfurter Löwen.

## Teilnehmer und Modus
Es wurde in einer Gruppe mit sechs Mannschaften gespielt. Die beiden Gruppenersten bestritten das Endspiel um die Meisterschaft. Dieses wird heute als German Bowl I bezeichnet.

## Saisonverlauf

### Reguläre Saison
In der ersten American-Football-Saison in Deutschland überhaupt, setzten sich die Frankfurter Löwen ungeschlagen durch. Zweiter wurden die Ansbach Grizzlies, die sich in den Saisonspielen nur den Frankfurtern geschlagen geben mussten. Auf den weiteren Plätzen landeten die Berlin Bären, die sich später in Berlin Adler umbenannten, die Bremerhaven Seahawks, Munich Cowboys und die Düsseldorf Panther, die die Saison am 4. August 1979 gegen die Löwen eröffnet hatten.

### Ergebnisse
| Mannschaft           | FL    | AG    | BB     | BS    | MC    | DP     |
| -------------------- | ----- | ----- | ------ | ----- | ----- | ------ |
| Frankfurter Löwen    | –     | 29:12 | ausg.* | 24:14 | 38:0  | 59:0** |
| Ansbach Grizzlies    | 6:16  | –     | 18:14  | 14:6  | 48:16 | 44:0   |
| Berlin Bären         | 12:14 | 8:11  | –      | 26:6  | 6:8   | 32:0   |
| Bremerhaven Seahawks | 0:18  | 8:14  | 6:6    | –     | 30:0  | 28:6   |
| Munich Cowboys       | 0:7   | 0:55  | 14:20  | 0:6   | –     | 40:8   |
| Düsseldorf Panther   | 0:38  | 6:14  | 6:22   | 6:8   | 6:12  | –      |

- * Das Spiel fiel aus.
- ** Eine andere Quelle gibt 32:0 als Ergebnis an.[1]

### Abschlusstabelle
|    | Verein               | Sp | G | V  | U | Punkte | TD      | Diff. |
| -- | -------------------- | -- | - | -- | - | ------ | ------- | ----- |
| 1. | Frankfurter Löwen    | 9  | 9 | 0  | 0 | 18:0   | 243:044 | +199  |
| 2. | Ansbach Grizzlies    | 10 | 8 | 2  | 0 | 16:04  | 236:103 | +133  |
| 3. | Berlin Bären         | 9  | 4 | 4  | 1 | 09:09  | 146:083 | +63   |
| 4. | Bremerhaven Seahawks | 10 | 4 | 5  | 1 | 09:11  | 112:114 | −2    |
| 5. | Munich Cowboys       | 10 | 3 | 7  | 0 | 06:14  | 090:224 | −134  |
| 6. | Düsseldorf Panther   | 10 | 0 | 10 | 0 | 00:20  | 038:297 | −259  |

### Finale
Der erste German Bowl, der damals noch den Namen AFBD-Meisterschaft trug, fand am 10. November 1979 in Frankfurt statt. Vor 300 Zuschauern gewannen die Frankfurter Löwen gegen die Ansbach Grizzlies mit 14:8 und wurden damit erster Deutscher Meister im American Football.
|  |                             |  | AFBD-Meisterschaft |                          |                   |  |                |
|  | Frankfurt 10. November 1979 |  | Frankfurter Löwen  | \| \| 14 : 8 \| \| \| \| | Ansbach Grizzlies |  | Zuschauer: 300 |
|  | Frankfurt 10. November 1979 |  | Frankfurter Löwen  |                          | Ansbach Grizzlies |  | Zuschauer: 300 |
|  | 14 : 8                      |  |                    |                          |                   |  |                |
|  |                             |  |                    |                          |                   |  |                |